# Johan Jacobs
Johan Jacobs (Winterthur, 1 de marzo de 1997) es un ciclista profesional suizo que compite con el equipo Groupama-FDJ.

## Trayectoria
Tras destacar en ciclocrós en categorías inferiores y competir en ruta con equipos belgas de categoría Continental, en 2019 se unió al Lotto Soudal U23. Tras obtener resultados destacados, como un 2.º puesto en la París-Roubaix sub-23 o un 7.º en el Tour de Flandes sub-23, el 16 de agosto de 2019 se hizo oficial su salto al WorldTour en 2020 tras firmar por dos temporadas con el Movistar Team. En noviembre de 2020, tras haber completado su primera temporada en el equipo español, se anunció su renovación hasta 2023. En su segunda campaña participó en la Vuelta a España, que no completó por una caída, y en 2023 estuvo varios meses sin competir por un problema en la arteria iliaca. El siguiente fue su último año en el equipo antes de iniciar una nueva etapa en 2025 con el Groupama-FDJ.

## Palmarés
2021
- 3.º en el Campeonato de Suiza en Ruta

## Resultados en Grandes Vueltas y Campeonatos del Mundo
| Carrera         | Carrera         | 2020 | 2021 | 2022 | 2023 | 2024 |
| --------------- | --------------- | ---- | ---- | ---- | ---- | ---- |
|                 | Giro de Italia  | —    | ―    | —    | —    | —    |
|                 | Tour de Francia | —    | —    | ―    | —    | —    |
|                 | Vuelta a España | —    | Ab.  | —    | ―    | —    |
| Mundial en Ruta | Mundial en Ruta | —    | —    | —    | —    | Ab.  |

—: no participa
Ab.: abandono

## Equipos
- Marlux-Napoleon Games (2016)[10]
- Pauwels Sauzen-Vastgoedservice Continental Team (2018)
- Movistar Team (2020-2024)
- Groupama-FDJ (2025-)